# أدونيس نيبالي
أدونيس نيبالي (الاسم العلمي: Adonis nepalensis) نوع نباتي ينتمي إلى جنس الأدونيس أو عين الجمل من الفصيلة الحوذانية.